# Anna Öberg
Anna Öberg, född 1964 i Helsingborg, är en svensk musiker känd som bandmedlem i synthgruppen Ladomir och senare som soloartist.
1983 grundade hon bandet Ladomir tillsammans med Kire Nilsson. I februari 1985 flyttade Öberg tillsammans med bandet till Göteborg, där hon är verksam än idag. Efter ett lång musikaliskt uppehåll släppte hon sitt första soloalbum Härsknar 2017 som hon följde upp med albumet Vafan har jag gjort 2019. Vid sidan av musiken driver Anna Öberg även en fristående förskola utifrån Montessoripedagogiken, med inriktning på musik.

## Discografi[2]
- Varelser inuti, 2020
- Vafan har jag gjort, 2019
- Härsknar, 2017